# Rajko Kavčič
Rajko (Rajmund) Kavčič, slovenski kemik, univerzitetni profesor in urednik, * 3. september 1915, Vodice nad Kamnikom, † 3. november 1976, Ljubljana.

## Življenjepis
Rodil se je očetu podčastniku Martinu in materi Frančiški (rojeni Drašler). Kavčič je leta 1938 diplomiral na ljubljanski Tehniški fakulteti in prav tam 1956 tudi doktoriral. Po diplomi se je zaposlil v mariborski tekstilni tovarni, med vojno pa je bil zaposlen v tovarni Potnik in drugi v Ljubljani. Leta 1949 je postal direktor Zavoda za industrijska raziskovalna dela LRS v Ljubljani. Od leta 1952 do 1959 je delal na Kemijskem inštitutu Boris Kidrič, od 1960 na FNT kot izredni, od 1965 dalje pa kot redni profesor. 

## Delo
Kavčič se je v svojem raziskovalnem delu posvetil raziskavam premogov in proizvodnji koksa, pozneje pa sintezi organskih peroksi spojin ter kinetiki in mehanizmom oksidacijskih procesov. Objavil je okoli 25 razprav in bil dolgoletni urednik Vestnika Slovenskega kemijskega društva.